# Unbinilium
Unbinilium ist ein derzeit hypothetisches chemisches Element mit der Ordnungszahl 120, es wird auch als Eka-Radium bezeichnet.
Im Periodensystem der Elemente steht es zwischen dem 119Ununennium und dem 121Unbiunium.
Der Name ist der temporäre systematische IUPAC-Name und steht für die drei Ziffern der Ordnungszahl.
Unbinilium wäre ein radioaktives Element, das nicht natürlich vorkommt und deshalb erst noch durch Kernreaktion hergestellt werden muss. Es soll Bestandteil der sogenannten „Insel der Stabilität“ sein, d. h. im Gegensatz zu den meisten anderen Transactinoiden nicht innerhalb von Sekundenbruchteilen zerfallen, sondern deutlich länger Bestand haben. Am stabilsten wäre wohl das Isotop 304Ubn aufgrund seiner idealen 184 Neutronen (siehe Magische Zahlen).
Versuche des GSI Helmholtzzentrum für Schwerionenforschung in Darmstadt-Arheilgen, das Element nachzuweisen, schlugen bisher fehl. Gleichzeitig versucht auch das Vereinigte Institut für Kernforschung in Dubna bei Moskau, das Element nachzuweisen.

## Target-Projektil-Kombinationen für Kerne mit Z=120
Die folgende Tabelle gibt alle Kombinationen für Targets und Projektile wieder, die zur Erzeugung von Kernen mit einer Ladungszahl von 120 benutzt werden könnten, deren Halbwertszeit dem nicht schon im Weg steht (T1/2 > 0,2 a).
Obwohl die Vorhersage der exakten Lage der Insel der Stabilität schwankt, wird sie in der Region des Isotops 300Ubn vermutet.
| Target | Target   | Projektil | Projektil | Produkt | Produkt | Produkt            |
| Kern   | HWZ (a)  | Kern      | HWZ (a)   | Kern    | Kern    | Bemerkung          |
| ------ | -------- | --------- | --------- | ------- | ------- | ------------------ |
| 208Pb  | stabil   | 88Sr      | stabil    | 296Ubn  | 293Ubn  | °) zu neutronenarm |
| 208Pb  | stabil   | 90Sr      | 29        | 298Ubn  | 295Ubn  | °) zu neutronenarm |
| 232Th  | 14 Mrd.  | 70Zn      | stabil    | 302Ubn  | 299Ubn  |                    |
| 238U   | 4,5 Mrd. | 64Ni      | stabil    | 302Ubn  | 299Ubn  |                    |
| 237Np  | 2,1 Mio. | 59Co      | stabil    | 296Ubn  | 293Ubn  | °) zu neutronenarm |
| 237Np  | 2,1 Mio. | 60Co      | 5,3       | 297Ubn  | 294Ubn  | °) zu neutronenarm |
| 244Pu  | 80 Mio.  | 58Fe      | stabil    | 302Ubn  | 299Ubn  |                    |
| 244Pu  | 80 Mio.  | 60Fe      | 2,6 Mio.  | 304Ubn  | 301Ubn  |                    |
| 243Am  | 7370     | 55Mn      | stabil    | 298Ubn  | 295Ubn  | °) zu neutronenarm |
| 248Cm  | 340000   | 54Cr      | stabil    | 302Ubn  | 299Ubn  |                    |
| 250Cm  | 8300     | 54Cr      | stabil    | 304Ubn  | 301Ubn  |                    |
| 247Bk  | 1380     | 51V       | stabil    | 298Ubn  | 295Ubn  | °) zu neutronenarm |
| 248Bk  | 9        | 51V       | stabil    | 299Ubn  | 296Ubn  |                    |
| 249Bk  | 0,88     | 51V       | stabil    | 300Ubn  | 297Ubn  |                    |
| 249Cf  | 351      | 50Ti      | stabil    | 299Ubn  | 296Ubn  |                    |
| 250Cf  | 13       | 50Ti      | stabil    | 300Ubn  | 297Ubn  |                    |
| 251Cf  | 900      | 50Ti      | stabil    | 301Ubn  | 298Ubn  |                    |
| 252Cf  | 2,6      | 50Ti      | stabil    | 302Ubn  | 299Ubn  |                    |
| 252Es  | 1,3      | 45Sc      | stabil    | 297Ubn  | 294Ubn  | °) zu neutronenarm |
| 254Es  | 0,75     | 45Sc      | stabil    | 299Ubn  | 296Ubn  |                    |
| 257Fm  | 0,28     | 48Ca      | ~stabil   | 305Ubn  | 302Ubn  |                    |

°) Folgt man dem Trend der letzten erzeugten Isotope von 116Livermorium und 118Oganesson, enthalten diese Kerne deutlich zu wenig Neutronen, um längere Halbwertszeiten aufweisen zu können.

## Target-Projektil-Kombinationen für Kerne mit Z=120, A=304
Das doppelt magische 304Ubn lässt sich auf der Erde mittels Reaktionen von 2 Kernen wahrscheinlich gar nicht synthetisieren.
Für die Synthese müssten Kerne mit sehr kurzen Halbwertszeiten benutzt werden (die mit heutiger Technologie nicht in ausreichenden Mengen herstellbar sind), die Reaktion muss wirklich stattfinden und für das Abregen des Kernes dürfen nur vergleichsweise wenig Neutronen abgedampft werden. In Supernovae mit ihren hohen Partikeldichten könnte das Isotop entstehen.
| Target | Target  | Projektil | Projektil | Produkt | Produkt        | Produkt                                                                           |
| Kern   | HWZ (d) | Kern      | HWZ (a)   | Kern    | Kern           | Bemerkung                                                                         |
| ------ | ------- | --------- | --------- | ------- | -------------- | --------------------------------------------------------------------------------- |
| 246Pu  | 11      | 60Fe      | 2,6 Mio.  | 306Ubn  | → 304Ubn + 2 n |                                                                                   |
| 247Pu  | 2,3     | 60Fe      | 2,6 Mio.  | 307Ubn  | → 304Ubn + 3 n | noch wahrscheinlichste Reaktion, da immerhin 3 Neutronen abgedampft werden dürfen |
| 252Cm  | 2       | 54Cr      | stabil    | 306Ubn  | → 304Ubn + 2 n |                                                                                   |

## Chemische Eigenschaften
Für das Element 120 wird nicht erwartet, dass Atome lange genug existieren, um eine Elektronenkonfiguration um den Kern zu bilden oder dass sogar chemische Bindungen entstehen. Chemische Eigenschaften sind also nicht beschreibbar.